# Raisa Smejnova
Raisa Filípovna Smejnova (Kaltán, Unión Soviética, 16 de septiembre de 1950) fue una atleta soviética, especializada en la prueba de maratón en la que llegó a ser medallista de bronce mundial en 1983.

## Carrera deportiva
En el Mundial de Helsinki 1983 ganó la medalla de bronce en la maratón, corriendo los 42,195 km en un tiempo de 2:31:13 segundos, llegando a la meta tras la noruega Grete Waitz y la estadounidense Marianne Dickerson.